# 한정승인
한정승인(限定承認)이란 상속법상 개념으로 상속인이 상속으로 인해 얻은 재산의 한도 내에서 피상속인의 채무 및 유증(유산)을 변제하는 조건으로 상속을 승인하는 것을 말한다. 대한민국 민법과 일본 민법에서 채택하고 있다.